# Dreihasenbild

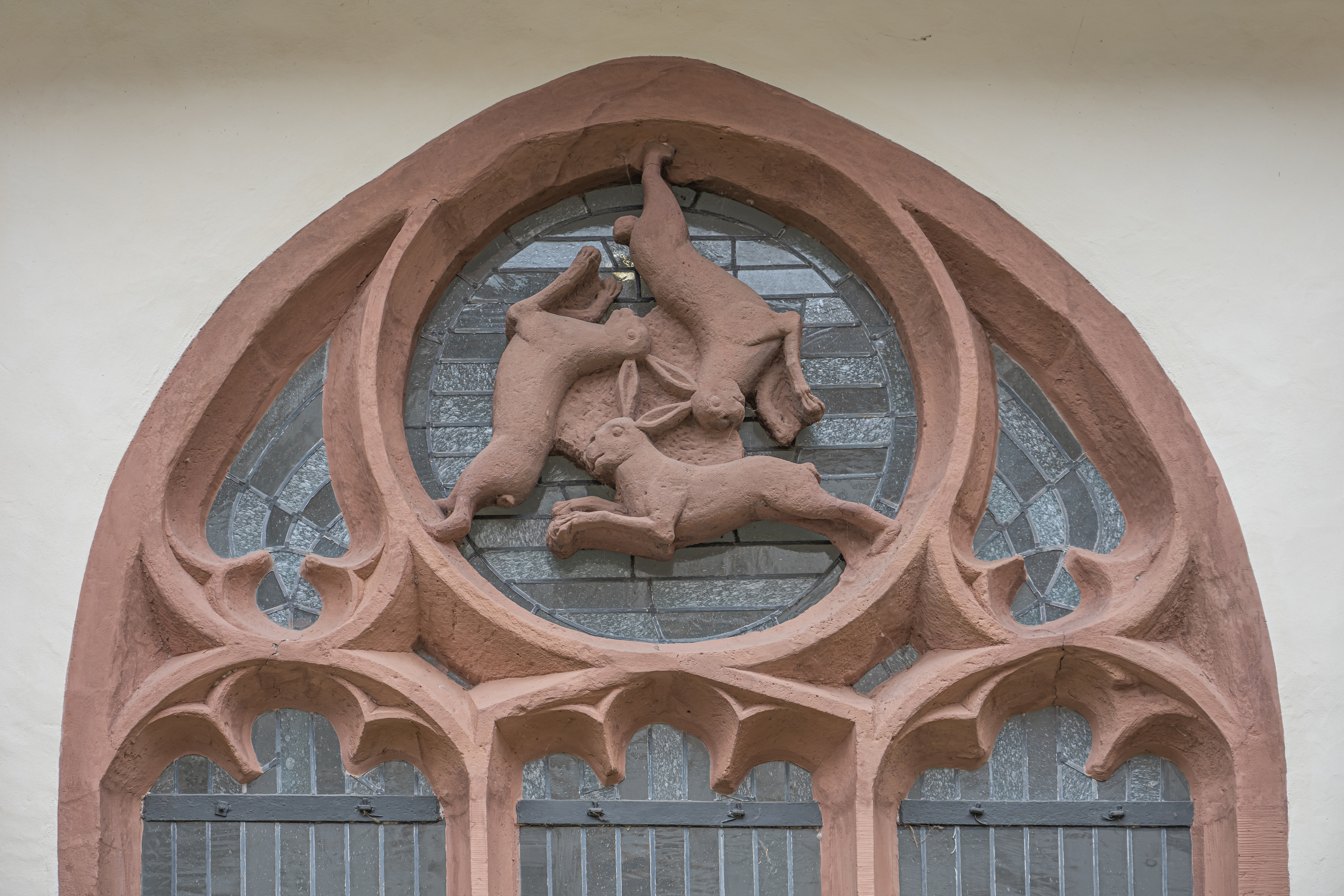
Das Dreihasenfenster im Paderborner Dom

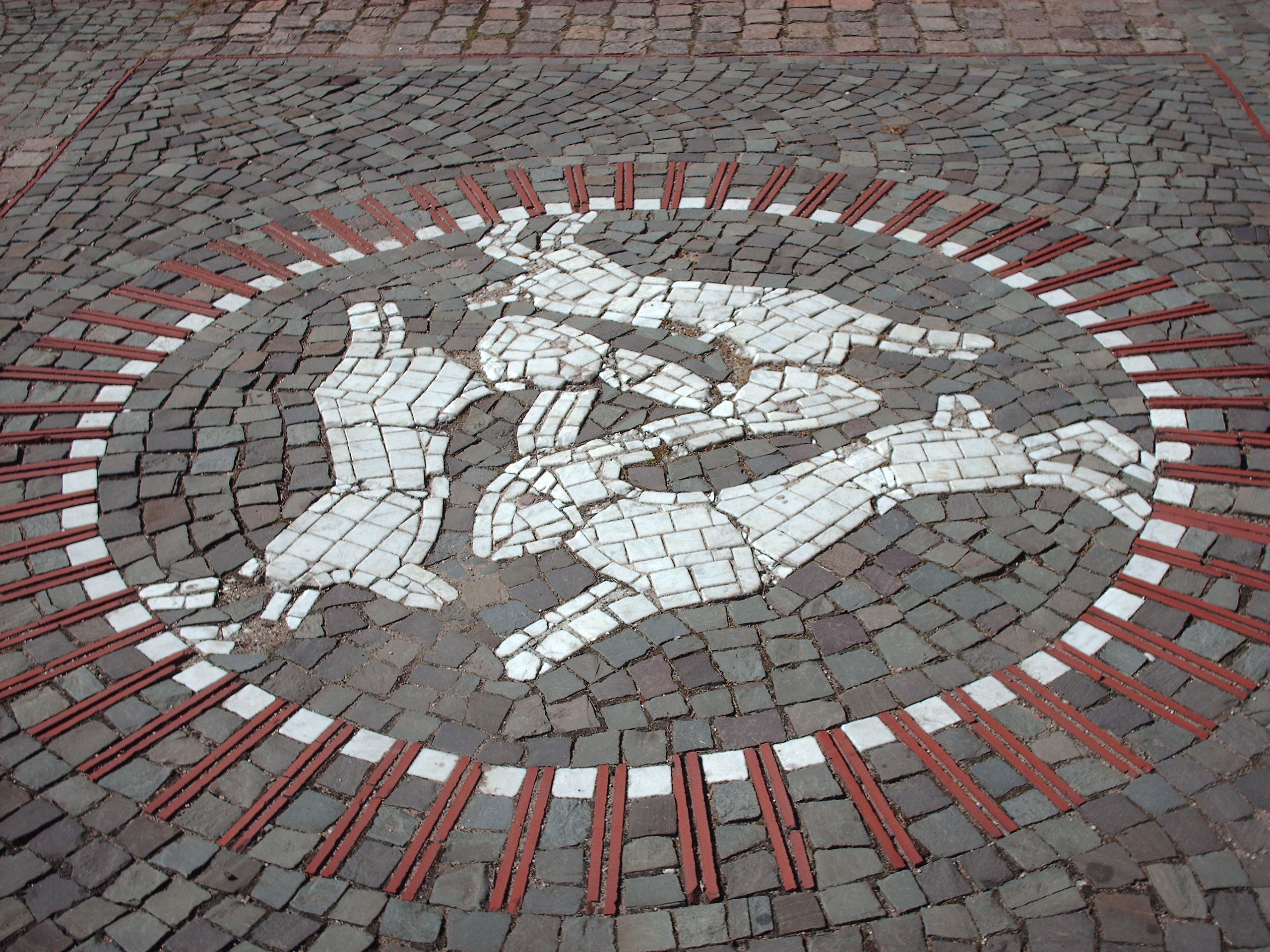
Dreihasenbild im Kirchhof von St. Peter und Paul in Kirchhundem

Das Dreihasenbild stellt drei springende Hasen dar, die drehsymmetrisch im 120-Grad-Winkel abgebildet sind. Jeder Hase teilt sich seine beiden Ohren mit dem linken und rechten Nachbarn, so dass insgesamt nur drei in Dreiecksform angeordnete Ohren zu sehen sind. Früheste Funde des Motivs stammen aus dem China des 6. oder 7. Jahrhunderts. Das Motiv verbreitete sich über die Seidenstraße nach Europa und wurde im christlichen Kontext als Symbol der Dreieinigkeit Gottes (Trinität) aufgefasst.

## Ursprung und christliche Verwendung
Das Dreihasenbild taucht zuerst in Motiven der chinesischen Sui-Dynastie (581–618) auf. Über die Seidenstraße verbreitete es sich bis ins mittelalterliche Europa. Gehäuft kommt es in Südengland und Norddeutschland vor, meist an kirchlichen Gebäuden. Die Kirchliche Verwendung lässt viele Kunsthistoriker auf eine Deutung als verstecktes Symbol für die göttliche Dreieinigkeit schließen, die selbst nicht bildlich dargestellt werden darf.

Wappen von Bischof Paul-Werner Scheele aus dem Jahre 1975

Ein Beispiel des Dreihasenbildes befindet sich als Fenstermaßwerk (bekannt als „Dreihasenfenster“) im Kreuzgang des Paderborner Doms, ein weiteres Dreihasenfenster findet sich an der Südseite der Holzwickeder Liebfrauenkirche. Das Dreihasenbild findet sich auch im Haslocher und im Haseder Wappen, ebenso als Schlussstein in der Peter- und Paulskirche in Wissembourg im Elsass. In der Schweiz ist eine solche Darstellung im Chorbogen der Kirche Lauperswil zu sehen.

## Neuzeitliche Beispiele
Gelegentlich wird das Dreihasenbild auch an profanen Gebäuden verwendet, wie beispielsweise – auch als Namensgeber – beim Hotel-Restaurant Drei Hasen in Michelstadt. Die Geschichte dieses Gasthauses und seines Namens reicht zurück in das Jahr 1685.
Als der Paderborner Theologieprofessor und Dompropst Paul-Werner Scheele im Jahre 1975 zum Paderborner Weihbischof ernannt wurde, nahm er das Dreihasen-Symbol in sein Bischofswappen auf, um an die von einigen Theologen und Kunsthistorikern vertretene Deutung als Trinitätssymbol anzuknüpfen. Als er 1979 zum Bischof von Würzburg berufen wurde, wechselte das Wappen mit ihm an den Main.
Das Dreihasenbild wurde auch von verschiedenen Künstlern aufgegriffen, variiert oder neu interpretiert. Der Maler und Grafiker Hans Thoma beispielsweise gestaltete einen Dreihasenteller. Die 1921 entworfene Keramikschale wurde bis Ende der 1920er Jahre und später in mehreren Neuauflagen von der Karlsruher Majolika-Manufaktur produziert.